# Rolf Deppeler
Rolf Deppeler (* 11. März 1926 in Bern; † 28. April 2011 ebenda; heimatberechtigt in Tegerfelden) war ein Schweizer Historiker, Kolumnist, Satiriker, Redaktor und Politiker.

## Leben
Rolf Deppeler, Sohn eines Berner Fürsprechers, besuchte das Gymnasium in Biasca und Bern. Darauf studierte er Geschichtswissenschaft, Politikwissenschaft und Philosophie an der Universität Bern, der HU Berlin, der Universität La Sapienza in Rom und der University of Kansas. Er erlangte 1952 das Gymnasiallehrerpatent und promovierte 1956 in Bern zum Dr. phil.
Ab 1954 arbeitete er als Journalist und Redaktor bei der Zeitung Der Bund. Dazu war er von 1959 bis 1962 als Direktor des Abendtechnikums Bern tätig. Von 1964 bis 1966 war er Sekretär der Universität Bern, von 1967 bis 1968 Generalsekretär der neuen Europäischen Hochschuldirektorenkonferenz und von 1969 bis 1989 Sekretär der Schweizer Geisteswissenschaftlichen Gesellschaft und der Schweizerischen Hochschulkonferenz.
Von 1970 bis 1974 war er Grossrat (FDP) im Kanton Bern und 1983 einer der Gründer der «Freien Liste» (GFL).
Ferner präsidierte Deppeler von 1988 bis 1989 den WWF Schweiz. Er wurde in der Deutschschweiz vor allem durch seine Tätigkeit beim Schweizer Radio DRS und Fernsehen bekannt – unter anderem mit Sendungen wie Wort zum Tag oder Telearena –, dazu als Autor von Romanen und Kolumnen.

## Werke (Auswahl)
- «Due Process of Law». Ein Kapitel amerikanischer Verfassungsgeschichte. Stämpfli, Bern 1957.
- Staat und Universität. Mit besonderer Berücksichtigung der Verhältnisse im Bundesstaat. Stämpfli, Bern 1969.
- Harolds Methoden. Roman. Zytglogge, Gümligen 1978.
- Beamte leben länger. Szenen aus dem Bundeshaus. Zytglogge, Gümligen 1979.
- Aus dem Leben des Psychiaters, Dozenten, Politikers und Offiziers Dr. Josef K. Ein satirischer Roman. Zytglogge, Gümligen 1981.
- O mein Heimatland! Gespräche über die Befindlichkeit der Nation. Zytglogge, Gümligen 1991.
- Nume nid gschprängt! Erbauliche Geschichten für Morgenmuffel und Frühaufsteher. Cosmos, Muri bei Bern 1998.